# 多様性
多様性（たようせい、英: diversity）とは、ある集団の中に異なる特徴・特性を持つ人がともに存在することである。
英語の多様性"diversity"の語源は、ラテン語のdiverstiasに由来し、この言葉は、最初は「一致可能なものに反すること、矛盾、対立、不一致」といった消極的な意味を有したが、第二義的に「相違、多様、様々な形になる」という意味も併せ持っていた。17世紀になって、消極的な意味が失われ、現在のニュアンスになったとされている。また、diversityとは、相異なる要素を有する、もしくはそれから構成される状態であり、そこから更に、異なるタイプの人々をあるグループや組織に包摂すること、とされている。

## 自然科学における多様性概念
自然科学から出発した多様性概念には、種多様性、遺伝的多様性などが含まれる。
1992年6月に締結された「生物の多様性に関する条約」の全文は、「締結国は、生物の多様性が有する内在的な価値並びに生物の多様性及びその構成要素が有する生態学上、遺伝上、社会上、経済上、科学上、教育上、文化上レクリエーション上及び芸術上の価値を意識し」という表現から始められている。
生態学における種多様性の変動はロジスティックな経過をたどると想定されるため、多様性を維持するためには、多様性そのものが必要であると考えられる。また、進化論・複雑系の観点からは、「壊すのはたやすく、作り出すのは至難（多様な状態を生むのに非常に長い時間が必要となる）」なものであるといえる。
また環境に適応 (生物学)する面からも、画一的な生物群よりも多様性を持った生物群の方が生き残りやすいと考えられる。環境に変化が起きたとき、画一的なものは適応できるかできないかの二択であるが、多様なものはどれかが適応し生き残る為の選択肢が多いからである。
上記の観点から、地球規模で進みつつあるグローバリゼーションに伴う生物種の減少は極めて憂慮すべき事態である。

## 社会科学・人文学における多様性概念
社会科学や人文学（人文科学）において、多様性が社会の変化と発展に不可欠な要素とみられることがある。たとえば、グローバリゼーションなどにより、特定の文化や地域の持つ問題解決的発想の喪失などのデメリットが憂慮されることから、文化多様性・地域多様性などの概念が用いられている。また、価値観の多様性などの概念が用いられることもある。
2001年11月にユネスコにて採択された「文化的多様性に関する世界宣言」の第一条では、「生物的多様性が自然にとって必要であるのと同様に、文化的多様性は、交流、革新、創造の源として、人類に必要なものである。この意味において、文化的多様性は人類共通の遺産であり、現在及び将来の世代のためにその重要性が認識され、主張されるべきものである。」と規定されている。
フランス革命の思想的支えとなったルソーによると、国家は「一般意志」の下で形成される「一つの精神的な団体」であり、人間は国家の「政治的な身体」の一部として存在する。国家の名の下に人権は保障されるが、もしも統治者に「お前が死ぬことが国家の役に立つのだ」というときには市民は死ななければならないという。実際国民国家が成立し、徴兵制が導入されていく歴史は、ルソーが描く国家と個人の関係と符号している。
ポストモダンの思想家ミシェル・フーコーは、「生権力」という概念を使って、多様な生を認めない社会に深く切り込んでいく。以前は、目に見える形で権力者が存在し、権力は、究極的には抵抗者を殺すことを目的として行使されてきた。しかし、国民国家においては、個人の生命を保証し増強させ社会に役立つことを要求する「生かす権力」の行使が行われるようになったとフーコーは主張する。例えば、マイナンバー制度によって国民について政府が保有している情報を一つの数字により一元的に管理することができれば、充実した公共サービスの提供にもつながるが、その便利さと引き換えに、政府が自分たちを数値的に処理することを国民は受け入れるのである。フーコーの議論は人間の生のあり方の多様性を否定する「生権力」への抵抗として理解することができる。
一方アマルティア・センは、平等論を展開する中で人間の多様性の大切さを説き、多様性こそが人間の基本であり、人間の同一性を前提として平等を考察すると重要な点を見落とすことになると主張する。例えば「所得の平等」を取り上げて、それを実現しても、そのことが「機会の不平等」をはじめとする様々な不平等を生んでしまうのである。このような問題意識から、センは「潜在能力（capability）」の平等を主張している。
歴史上の現象を紐解けば、交通の発達や何等かの要因によって、様々な思想・宗教・哲学・民族・人種が入り乱れて存在した地域には、必ずと言ってよいほどの社会的な変革が発生している。国家で例を上げるなら、アメリカ合衆国やオーストラリア等の移民国家であるが、その一方でイギリス等も広域に渡った植民地から様々な人種・民族が流入してきた結果、この多様性が発生している。
しかしこれらは単純に混じれば良いかというとそうではなく、各々の民族が確固たるアイデンティティを維持しながら相互に尊重する事で、最大の変化を促す傾向が歴史上の現象に見て取れる。これは一方の民族が他方を否定し排斥するに留まった場合、文化交流による価値観や意識の改良が進まないためである。
なお国家内における民族の例をあげた訳だが、更に言及するならば、個人としての多様性が集団の経験値を総合的に高める傾向も見て取れる。同種同列の集団に在っては、個人が個人である理由が失われるが、各々がそれぞれに必要とされる社会では、個人は個人として尊重され、同時に他を尊重する。
新自由主義的グローバリズムは、局所的に閉ざされたローカルな主体の排除を伴い、多様性を失わせる。新自由主義的な資本主義の結果として、権威主義国から自由主義国への一方向的な人の動きが生じ、自由主義国の文化や民族的な多様性や自由民主主義を危険に晒している。一方で、そのような新自由主義的な資本主義を生み出したのは自由民主主義であると批判される。